# Język kanuri
Język kanuri – termin określający różne byty językowe będące częścią wspólnego kontinuum dialektalnego należącego do podrodziny saharyjskiej z rodziny nilo-saharyjskiej, językami tymi posługuje się około 8 mln ludzi, głównie przez lud Kanuri w okolicach jeziora Czad. Swoje upowszechnienie zawdzięcza rozrostowi średniowiecznego państwa Kanem-Bornu, w którym służył jako główne narzędzie komunikacji oraz lingua franca, rolę którą kontynuował nawet po upadku państwa, jednak w dzisiejszych czasach jego rolę przejęły język arabski i hausa.
Słowo „czad” pochodzi z kanuryjskiego słowa „sádǝ” oznaczające jezioro lub duży zbiornik wody oraz będące nazwą dla jeziora Czad.

## Alfabet
| Majuskuła | A | B | C | D | E | Ǝ | F | G | H | I | J | K | L | M | N | Ny | O | P | R | Ɍ | S | Sh | T | U | W | Y | Z |
| Minuskuła | a | b | c | d | e | ǝ | f | g | h | i | j | k | l | m | n | ny | o | p | r | ɍ | s | sh | t | u | w | y | z |